# Xavier Llorens

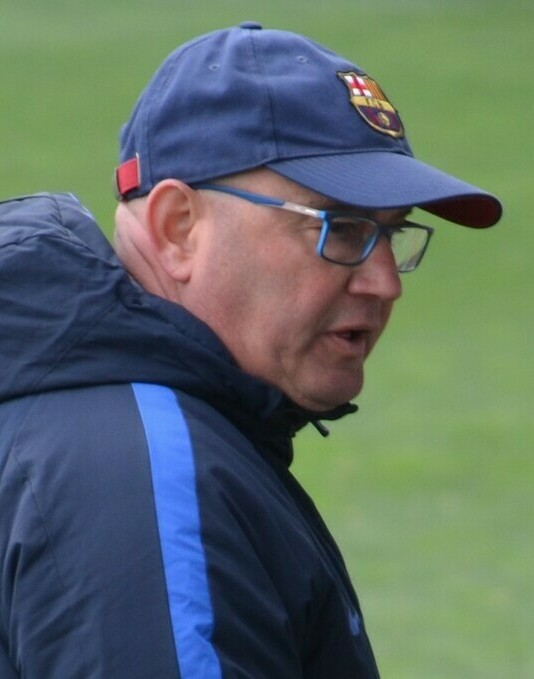
Llorens als coach bij FC Barcelona

Francesc Xavier Llorens Rodríguez (Cardedeu, 5 juni 1958), kortweg Xavi Llorens, is een Spaans voetbaltrainer en voormalig zaalvoetballer. Momenteel is hij werkzaam bij FC Barcelona Femení.
Llorens was in de jaren tachtig speler van FC Barcelona Futsal. Na zijn actieve loopbaan werd hij trainer in de jeugdopleiding van FC Barcelona. Hij trainde in deze rol onder meer Lionel Messi, Francesc Fàbregas en Jordi Alba. 
In 2007 werd Llorens aangesteld als trainer van het vrouwenelftal. Met dit team bereikte hij in 2008 promotie naar de Superliga. Onder zijn leiding groeide FC Barcelona Femení uit tot een succesvol team, dat vier landstitels (2012, 2013, 2014, 2015) en driemaal de Copa de la Reina (2011, 2013, 2014) won. Bovendien werd in 2014 en 2016 de kwartfinale van de UEFA Women's Champions League bereikt. In 2017 vertrok Llorens als coach van de Femení.
In 2024 was Llorens bondscoach van het Catalaans vrouwenelftal.